# 1988年ソウルオリンピックのモンゴル選手団
1988年ソウルオリンピックのモンゴル選手団（1988ねんソウルオリンピックのモンゴルせんしゅだん）は、1988年9月17日から10月2日にかけて韓国のソウルで開催された1988年ソウルオリンピックのモンゴル選手団、およびその競技結果。

## 概要
今大会は銅メダル1個を獲得した。

## メダル
| メダル | 選手名                 | 競技       | 種目         |
| ------ | ---------------------- | ---------- | ------------ |
| 銅     | ネルガイ・エンクバット | ボクシング | 男子ライト級 |